# رومبي كاتيدزا
رومبي كاتيدزا (بالإنجليزية: Rumbi Katedza)‏ (17 يناير 1974)، هي مُخرجة ومُنتجة سينمائية زيمبابوية.

## وصلات خارجية
- رومبي كاتيدزا في قاعدة بيانات الأفلام على الإنترنت